# Ronnie Van Zant
Ronald Wayne "Ronnie" Van Zant (Jacksonville, Florida,  SAD, 15. siječnja 1948. – Gillsburg, Mississippi, 20. listopada 1977.) bio je pjevač, tekstopisac i osnivač sastava Lynyrd Skynyrd, te brat sadašnjeg pjevača istog sastava, Johnnyja Van Zanta, te Donnie Van Zanta, osnivača i pjevača sastava .38 Special.

## Životopis
Rođen je i odrastao u Jacksonvilleu, Florida. Okušao se u mnogim stvarima (baseballu, automobilizmu, boksu...), dok se nije pronašao u glazbi. U ljeto 1964. zajedno s Allenom Collinsom, Garyem Rossingtonom, Larryjem Junstromom, i Bobom Burns osnivaju sastav Lynyrd Skynyrd. Nakon par promjena, sastav je zadržao ime Lynyrd Skynyrd po njihovom učitelju Leonardu Skinneru.
Nakon par uspješnih albuma i uzlazne putanje karijere, 17. listopada 1977. izdaju novi album. Tri dana nakon toga, vraćajući se s koncerta iz Greenvillea, Južna Karolina, zrakoplov sastava ruši se zbog problema s gorivom u močvarama Gillsburga, Mississippi. U nesreći pogibaju Ronnie Van Zant, Steve Gaines i Cassie Gaines, a ostatak sastava čudom preživljava.
Pokopan je na Orange Parku, Florida, ali su ostaci premješteni nakon vandalizma na grobu.

## Vanjske poveznice
- Stranice prve postave sastava  Arhivirana inačica izvorne stranice od 26. siječnja 2021. (Wayback Machine)
- Stranice o padu zrakoplova prve postave sastava  Arhivirana inačica izvorne stranice od 25. prosinca 2014. (Wayback Machine)